# 謝萊夫特奧
謝萊夫特奧（瑞典語：Skellefteå）是瑞典西博滕省谢莱夫特奥市镇的城区，距海岸邊約7公里。人口35,525。

## 歷史
薩米人在1000年時已居住於謝萊夫特奧。

## 外部連結
- 谢莱夫特奥市镇官方网站 （页面存档备份，存于） （瑞典文）